# Степове (Гайсинський район)
Степове́ — село в Україні, в Гайсинському районі Вінницької області у складі Краснопільської сільської громади.

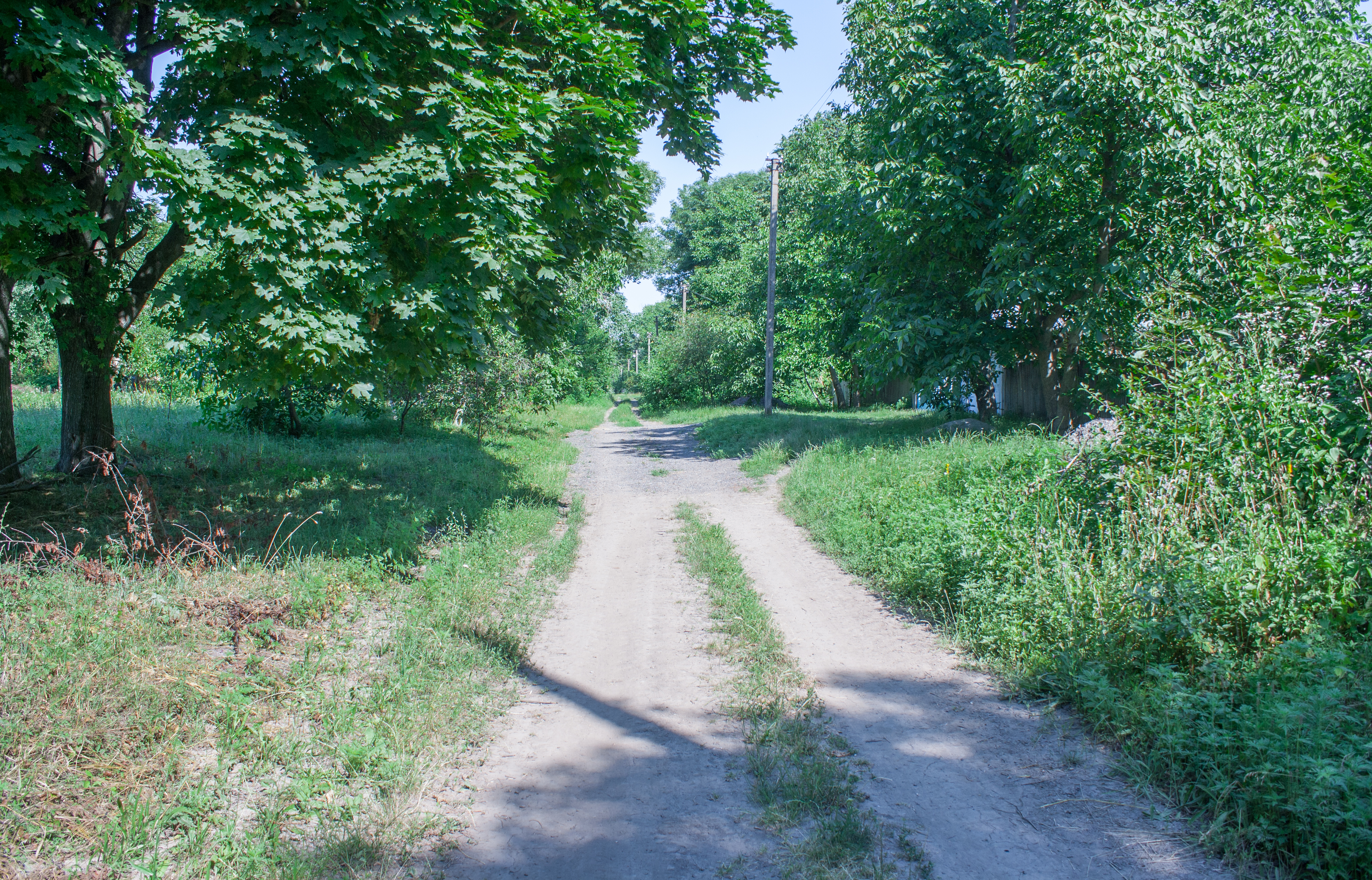
Вулиця

## Історія
7 (20) листопада 1917 року, відповідно до Третього Універсалу Української Центральної Ради, увійшло до складу Української Народної Республіки.

## Населення

### Мова
Розподіл населення за рідною мовою за даними перепису 2001 року:
| Мова       | Кількість | Відсоток |
| ---------- | --------- | -------- |
| українська | 30        | 96.77%   |
| російська  | 1         | 3.23%    |
| Усього     | 31        | 100%     |